# Atkinson (Illinois)
Atkinson je gradић u američkoj saveznoj državi Ilinois. Prema popisu stanovništva iz 2010. u njemu je živjelo 972 stanovnika.